# Gele kussentjeszwam
De gele kussentjeszwam (Trichoderma aureoviride) is een schimmel behorend tot de familie Hypocreaceae. Hij leeft op stronken en takken van loofbomen in allerlei biotopen. Voorheen werd deze naam alleen gebruikt om te verwijzen naar het anamorfe stadium van de schimmel, en de telemorf heette Hypocrea aureoviridis. Hij is een van de langzaamst groeiende soorten van het geslacht.

## Kenmerken
In het teleomorfe stadium vormt het goudgeel kussenachtig stroma met een diameter van 1-10 mm, soms versmolten, met donkergroene tot zwarte openingen van perithecia. Ascosporen zijn groen, wrattenachtig, tweecellig en vallen snel uiteen in gelijke cellen.
Conidioforen onregelmatig en asymmetrisch vertakt, zonder prominente hoofdas. Phialides van enkel tot wervelend aaneengesloten, kolfvormig, recht tot teruggebogen en meten 2–3, 7–18 × 2–2,5 µm. Conidia zijn lichtgroen, bijna bolvormig of ellipsvormig, gladwandig en meten 3–4 × 2–2,6 μm.

## Verspreiding
De teleomorf is alleen bekend uit Europa. In Nederland komt hij zeer algemeen voor. Hij staat niet op de rode lijst en is niet bedreigd.

## Taxonomie
De wetenschappelijke naam voor deze soort is: Trichoderma aureoviride. Sinds de aanvaarding van het principe "one fungus, one name" wordt het geslacht Hypocrea (1825) aangeduid als Trichoderma (naar het anamorfe stadium) omdat die benaming van eerder datum (1794) is en in principe daarom voorrang heeft (Jaklitsch & Voglmayr 2013).